# Гравець року ФІФА 2002
«Гравець року ФІФА» за підсумками 2002 року був оголошений 17 грудня 2002 року у Мадриді. Це була дванадцята церемонія нагородження трофеєм «Гравець року ФІФА», започаткованого ФІФА у 1991 році. Лауреатом нагороди втретє став бразильський нападник іспанського клубу «Реал Мадрид» Роналду.
Найкращою футболісткою вдруге поспіль стала американка Міа Гемм.
Переможець визначався за підсумками голосування серед 147 тренерів національних команд світу (для чоловіків) та 77 тренерів національних жіночих команд світу (для жінок). Кожен із тренерів визначав трійку найкращих футболістів (футболісток), окрім співвітчизників. Перше місце оцінювалось у п'ять балів, друге — три бали, третє місце — 1 бал.

## Підсумки голосування

### Чоловіки
| №  | Гравець            | Клуб(и)                      | Країна     | Голоси | Голоси | Голоси | Голоси | Очки |
| №  | Гравець            | Клуб(и)                      | Країна     | 1º     | 2º     | 3º     | Разом  | Очки |
| -- | ------------------ | ---------------------------- | ---------- | ------ | ------ | ------ | ------ | ---- |
| 1  | Роналду            | Інтер Реал                   | Бразилія   | 59     | 28     | 8      | 95     | 387  |
| 2  | Олівер Кан         | Баварія                      | Німеччина  | 16     | 24     | 19     | 59     | 171  |
| 3  | Зінедін Зідан      | Реал                         | Франція    | 18     | 13     | 19     | 50     | 148  |
| 4  | Роберто Карлос     | Реал                         | Бразилія   | 15     | 10     | 9      | 34     | 114  |
| 5  | Рівалдо            | Барселона Мілан              | Бразилія   | 12     | 8      | 8      | 28     | 92   |
| 6  | Рауль              | Реал                         | Іспанія    | 9      | 11     | 12     | 32     | 90   |
| 7  | Міхаель Баллак     | Баєр 04 Баварія              | Німеччина  | 5      | 14     | 15     | 34     | 82   |
| 8  | Девід Бекхем       | Манчестер Юнайтед            | Англія     | 1      | 11     | 13     | 25     | 51   |
| 9  | Тьєррі Анрі        | Арсенал                      | Франція    | 4      | 4      | 6      | 14     | 38   |
| 10 | Майкл Оуен         | Ліверпуль                    | Англія     | 3      | 5      | 4      | 12     | 34   |
| 11 | Роналдінью         | Парі Сен-Жермен              | Бразилія   | 1      | 3      | 5      | 9      | 19   |
| 12 | Патрік Вієйра      | Арсенал                      | Франція    | 1      | 2      | 3      | 6      | 14   |
| 13 | Луїш Фігу          | Реал                         | Португалія | -      | 2      | 4      | 6      | 10   |
| 14 | Франческо Тотті    | Рома                         | Італія     | 1      | 1      | 1      | 3      | 9    |
| 15 | Хасан Шаш          | Галатасарай                  | Туреччина  | -      | 1      | 3      | 4      | 6    |
| 15 | Крістіан В'єрі     | Інтер                        | Італія     | -      | 2      | -      | 2      | 6    |
| 17 | Габрієль Батістута | Рома                         | Аргентина  | 1      | -      | -      | 1      | 5    |
| 17 | Патрік Клюйверт    | Барселона                    | Нідерланди | 1      | -      | -      | 1      | 5    |
| 17 | Альваро Рекоба     | Інтер                        | Уругвай    | 1      | -      | -      | 1      | 5    |
| 17 | Ель-Хаджі Діуф     | Ліверпуль                    | Сенегал    | -      | 1      | 2      | 3      | 5    |
| 17 | Хон Мьон Бо        | Касіва Рейсол Пхохан Стілерс | Пд.Корея   | -      | 1      | 2      | 3      | 5    |

### Жінки
| №  | Гравець          | Клуб(и)                             | Очки |
| -- | ---------------- | ----------------------------------- | ---- |
| 1  | Міа Гемм         | Вашингтон Фрідом                    | 161  |
| 2  | Біргіт Прінц     | Франкфурт Кароліна Кураж            | 96   |
| 3  | Сунь Вень        | Атланта Біт Шанхай                  | 58   |
| 4  | Тіффені Мілбретт | Нью-Йорк Пауер                      | 45   |
| 5  | Марінетт Пішон   | Сен-Меммі Олімпік Філадельфія Чардж | 42   |
| 6  | Крістін Сінклер  | Ванкувер Вайткапс                   | 38   |
| 7  | Штеффі Джонс     | Вашингтон Фрідом                    | 19   |
| 8  | Геге Ріїсе       | Кароліна Кураж                      | 17   |
| 9  | Сіссі            | Сан Хосе Кіберрейс                  | 14   |
| 10 | Бай Цзе          | Вашингтон Фрідом                    | 13   |
| 11 | Ханна Юнгберг    | Умео                                | 11   |
| 12 | Крістін Ліллі    | Бостон Брейкерз                     | 10   |
| 12 | Катя             | Сан Хосе Сайберрейс                 | 10   |